# Onitis cerrutii
Onitis cerrutii är en skalbaggsart som beskrevs av Müller 1949. Onitis cerrutii ingår i släktet Onitis och familjen bladhorningar. Inga underarter finns listade i Catalogue of Life.